# مجموعة بنتيل

متصاوغات عدة لمجموعة البنتيل.

بنتيل في الكيمياء العضوية هو مستبدل يتكون من خمس ذرات كربون، وله الصيغة العامة المجملة C5H11-، وينشأ من إزالة ذرة هيدروجين من مركب البنتان.
بالإضافة إلى ذلك توجد مجموعة حلقي البنتيل، C5H9-، والتي تنشأ من إزالة ذرة هيدروجين من حلقي البنتان.
يمكن الحصول على جذر كيميائي من البنتيل C5H11•، ولكن يتم ملاحظته فقط تحت شروط صعبة جداً.

## اقرأ أيضاً
- ألكيل